# Hoplolabis sachalina
Hoplolabis sachalina là một loài ruồi trong họ Limoniidae. Chúng phân bố ở miền Cổ bắc.